# Centre for Organismal Studies Heidelberg
Das Centre for Organismal Studies Heidelberg (COS, Deutsch: „Zentrum für organismische Studien“) ist eine zentrale wissenschaftliche Einrichtung der Universität Heidelberg. Es widmet sich der biologischen Grundlagenforschung und der akademischen Lehre und Ausbildung. Die Forschung umfasst in Organismen-übergreifender Weise die Bereiche der Zellbiologie, Entwicklungsbiologie, Physiologie, Evolutionsbiologie und Neurobiologie. Es ist mit fast 400 Mitarbeitern das größte lebenswissenschaftliche Forschungszentrum der Universität.

## Geschichte
Das Centre for Organismal Studies umfasst das ehemalige Heidelberger Institut für Pflanzenwissenschaften (HIP) und das ehemalige Heidelberger Institut für Zoologie (HIZ). Es wurde im November 2010 offiziell gegründet und am 13. Mai 2011 mit einem Symposium mit dem Titel „From Molecules to Living Systems“ inauguriert. Das COS ist auf mehrere Standorte innerhalb des Campus im Neuenheimer Feld (INF 230, 232, 340, 345 und 360) verteilt.

## Organisation
Das Centre for Organismal Studies umfasst die folgenden, jeweils von einem Professor geleiteten Abteilungen:
- Cell Signalling - Sergio Acebrón
- Evolution der Tiere – Detlev Arendt (EMBL)
- Klonale Analyse postembryonaler Stammzellen - Lazaro Centanin
- Chronobiologie – Nick Foulkes (KIT)
- Entwicklungsphysiologie - Thomas Greb
- Regulation von Wachstum und Zelleigenschaften – Thomas Greb
- Molekulare Biologie der Pflanzen – Rüdiger Hell
- Evolutionäre Neurobiologie - Gáspár Jékely
- Biodiversität und Pflanzensystematik – Marcus Koch
- Entwicklungsbiologie – Ingrid Lohmann
- Stammzellbiologie – Jan Lohmann
- Cell and Developmental Biology - Alexis Maizel
- Zytoskelett, Zellteilung und Signaltransduktion - Gislene Pereira
- Developmental Genetics - Lauren Sanders
- Entwicklungsbiologie der Pflanzen – Karin Schumacher
- Glykobiologie – Sabine Strahl
- Data Science in der Biologie - Britta Velten
- Tierphysiologie/Entwicklungsbiologie – Joachim Wittbrodt

Daneben gehören dem COS die unabhängigen Arbeitsgruppen von Josephine Bageritz und Kasper van Gelderen, sowie die Seniorprofessoren Thomas Holstein, Thomas Rausch und Volker Storch an. Ehemalige Professoren sind Ekkehard Bautz, Martin Bopp, Claudia Erbar, Peter Leins, Werner Müller, Elisabeth Pollerberg und David G. Robinson.
Im COS beheimatet sind auch der Botanische Garten der Universität Heidelberg und die öffentlich zugängliche Zoologisches Sammlung der Universität Heidelberg. Außerdem unterstützt oder organisiert das COS eine Reihe zentraler technischer Einrichtungen des Campus (Nikon Imaging Center Heidelberg, CellNetworks Deep Sequencing Core Facility, Metabolomics Core Technology Platform, COS Electron Microscope Facility).